# 태평양천문학회
태평양천문학회(太平洋天文學會, 영어: Astronomical Society of the Pacific, ASP)는 1889년 1월 1일에 시작하여 일식 직후인 1889년 2월 7일 샌프란시스코에서 설립된 미국의 과학 및 교육 단체이다. 그것의 이름은 태평양 연안에서 유래된 것이지만 오늘날엔 그것은 미국과 전세계에 걸쳐 구성원들을 가지고 있다. 비영리 단체라는 법적 지위를 가지고 있다. 현재에는 40여개국에서 회원들이 모인 세계 최대 규모의 일반 천문학 교육 학회이다.

## 교육 및 봉사활동 프로그램
이문단에서는 태평양천문학회가 주로 하는 교육 및 봉사활동에 대하여 자세히 서술한다.
- 태평양천문학회의 임무는 출판물, 웹사이트, 그리고 많은 교육 및 봉사 프로그램을 통해 천문학에 대한 대중들의 관심과 인식을 증진시키는 것이다.
- NASA의 천문학 연구 – 미국 전역에 있는 450개 이상의 천문학 클럽들의 공동체로 시간과 망원경을 공유하여 대중들이 독특한 천문학 경험을 할 수 있도록 하고 있다. 태평양천문학회는 클럽 아웃리치 활동을 강화하기 위한 훈련과 자료를 제공하며 30,000개 이상의 이벤트에 참여함으로써 400만 명 이상의 사람들에게 영감을 준다.
- 별을 향해 가다: 걸스카우트를 위한 나사 과학 – ASP는 걸스카우트를 위한 새로운 천문학 배지를 만들고 지역 천문학 클럽과 연결하며 아마추어 천문학자들이 더 소녀 친화적으로 활동할 수 있도록 훈련시키는 나사의 프로젝트와 파트너가 되었다. 태평양천문학회는 또한 성인 걸스카우트 자원봉사자들을 나사의 나이트 스카이 네트워크(NSN)에 연결한다.
- 마이 스카이 투나잇 – 유치원에 들어가기 전의 어린이들을 대상으로 하는 연구 기반의 과학이 풍부한 천문학 활동 세트로 미국 전역의 박물관, 공원, 도서관에서 수백 명의 교육자들을 대상으로 천문학에 가장 어린 방문객들(3세에서 5세의 아이들을 가르킨다.)을 효과적으로 참여시키는 방법을 교육했다.
- 신입 천문학 홍보대사 프로그램 – 이제 막 경력을 시작한 젊은 천문학자들에게 멘토링과 훈련 경험을 제공합니다.미국천문학회는 태평양천문학회, 천문학교육센터(CAE) 회원들, 그리고 과학교육과 공공봉사활동에 적극적인 다른 단체들과 협력하여 이 프로그램을 만들었다. 그것은 참가자들이 학생들과 대중들에게 아웃리치를 하는 데 있어서 의사소통 기술과 효과를 향상시키도록 돕기 위해 고안된 일련의 전문 개발 워크숍들과 연습 공동체를 포함한다.
- 현장 평가 – 태평양천문학회가 주도하는 연구-실행 이니셔티브(오리건 주립 대학교와 공동으로 학습 혁신 연구소를 통해 공공 네트워크로 연결되는 포털사이트이다.) 그리고 미국국립전파천문대는 연구 과학자들이 대중에게 효과적으로 과학을 전달할 수 있도록 지원하기 위한 일련의 내장된 평가 전략과 전문성 개발을 개발한다.
- 갈릴레오스코프 프로젝트 – 2009년에 국제 천문학의 해를 위해 개발된 갈릴레오스코프는 많은 프로그램에서 망원경에 대해 가르치는 중심이 되었다.갈릴레오 교사 양성 프로그램의 핵심 요소로서 태평양 천문학회는 수백 명의 교육자들을 망원경과 갈릴레오스코프와 관련된 전문적인 개발에 참여시켰다.
- 행성 탐사 과제 – 마이 스카이 투나잇 프로젝트의 일환으로 개발된 리소스를 활용하여 공식적인 강의실 환경에서 유용성을 살펴본다.
- 프로젝트 아스트로 – 아마추어 및 전문 천문학자와 4~9학년 교사 및 학급을 짝을 지어 천문학 및 물리학 수업을 개선하는 미국의 국가 프로그램이다.
- 가족 아스트로 – 가족들이 여가 시간에 천문학을 즐길 수 있도록 키트와 게임을 개발하고 천문학자, 교육자 및 지역 사회 지도자를 양성하는 프로젝트이다.
- 천문학 연구 공동체(Astronomy from the fround Up) – 비공식적인 과학 교육자와 통역사에게 천문학을 소통하는 새롭고 혁신적인 방법을 제공한다. 천문학 연구 공동체는 미국 전역의 박물관, 과학 센터, 자연 센터 및 공원에서 온 수백 명의 교육자들로 이루어진 성장하는 공동체로 방문객들을 위해 천문학 주제를 다루는 능력을 적극적으로 향상시키고 확장하고 있다.
- 강의실 활동, 동영상, 천문학의 자료들은 그들의 온라인 아스트로샵을 통해 판매되거나 웹사이트를 통해 무료로 이용할 수 있다.
- 태평양천문학회는 미국과 국제적으로 다른 기관들과 협력하여 천문학 교육과 봉사 활동을 지원하고 천문학에 대한 이해와 이해를 증진하기 위해 매년 회의를 개최한다.

## 간행물
이문단에서는 태평양천문학회가 발행하는 모든 간행물들에 대하여 자세히 서술한다.
- 태평양천문학회는 여러 출판물을 통해 천문학 교육을 장려한다. 교실 안의 우주, 모든 연령대의 학생들이 천문학을 통해 우주의 경이로움에 대해 더 많이 배울 수 있도록 돕는 전세계 선생님들과 다른 교육자들을 위한 무료 전자 교육 소식지이다.
- 태평양천문학회의 분기별 온라인 회원 잡지인 머큐리는 역사와 고고천문학에서부터 최첨단 발전에 이르기까지 광범위한 천문학 주제를 다루고 있다. 1925년에 태평양천문학회 전단으로 처음 출판된 수성은 현재 전 세계의 수천 개의 태평양천문학회 회원과 학교, 대학, 도서관, 천문대 및 기관에 배포된다. 머큐리의 공개적인 동반자 블로그인 머큐리 온라인은 "머큐리 잡지에 게재된 후 전문 칼럼니스트들의 기사를 보여주기 위해" 2019년에 설립되었다.
- 태평양천문학회는 또한 전문 천문학자들을 대상으로 하는 태평양천문학회 간행물(Publications of the Astronomical Society of the Pacific)의 저널을 출판한다. 태평양천문학회 간행물은 천문 계측 및 소프트웨어의 최신 혁신에 대한 논문뿐만 아니라 모든 파장 및 거리 척도를 다루는 천문 연구에 대한 심판 논문의 기술 저널로 1889년부터 저널을 발행하고 있다.
- 태평양천문학회 회의과정 간행물(Astronomical Society of the Pacific Conference Series)은 400권이 넘는 전문 천문학 회의 진행 과정의 시리즈이다. 1988년에 시작된 컨퍼런스 시리즈는 전문 천문학 출판물 세계에서 저명한 출판물로 성장하여 500권 이상을 출판하였다. 책들은 회의가 출판된 회의 참석자들에게 판매될 뿐만 아니라 태평양 천문학회의 아스트로샵을 통해 제공되며 전 세계 주요 대학 및 연구 기관의 도서관에서 볼 수 있다. 2004년에 태평양천문학회 회의과정 간행물은 전자 출판을 시작하여 도서관과 기관을 위한 전자 접근 구독과 하드 카피 형태로 구입한 책에 대한 개별 접근을 제공했다.

### 간행물의 저자
아스트로비트는 격주로서 온라인 태평양천문학회 회원 칼럼으로 주요 참가자가 작성한 천문학 발견, 천문학 교육 또는 취미로서의 천문학의 일부 측면에 대한 비하인드 보고서가 모두 수록되어 있다. 저자는 다음을 포함한다.
- 클라이드 톰보, 난쟁이 행성 명왕성 발견 이야기 다시 늘어놓는다.
- 마이클 E. 브라운, 왜소행성 메이크메크의 이름을 논하는 중이다.
- 유명한 천문 사진가 데이비드 말린은 화학적 사진에서 디지털 사진으로의 전환을 설명한다.
- 버지니아 루이스 트림블은 지난 천 년간 발견된 천체 10개의 목록을 어떻게 선정했는지 설명했다.

## 시상식
태평양천문학회는 매년마다 다양한 상을 수여한다.
- 천문학 연구에 평생 공헌한 브루스 메달이다. 이 메달은 캐서린 울프 브루스의 이름을 따서 지어졌다.
- 클럼프케-로버트상은 도로테아 클럼프케-로버트의 이름을 딴 천문학에 대한 대중의 이해와 감상에 탁월한 공헌을 한 상이다.
- 전문적인 자격으로 천문학 분야에 고용되지 않은 사람이 천문학에 상당한 기여를 한 것을 인정하여 받는 것이(구 아마추어 공로상) 황금 아마추어 공로 상이다.
- 천문학자 바트 복의 이름을 딴 바트 복 상은 미국천문학회와 공동으로 국제과학공학박람회에서 천문학 분야 우수 학생 프로젝트에 수여하는 상이다.
- 고등학교 수준의 천문학 교육과 관련된 탁월한 업적으로 받는 것이 토마스 브레넌 상이다.
- 천문 계측, 소프트웨어 또는 관측 인프라의 혁신적인 발전에 의해 가능해진 최근의 중요한 관측 결과로 마리아와 에릭 뮐만 상이다.
- 천문학자 로버트 줄리어스 트럼플러를 기리기 위해 명명된 로버트 줄리어스 트럼플러 상은 최근 박사 학위를 받은 사람에게 수여되는 상이다. 특히 주목할 만한 논문으로 D 학위이다.
- 리처드 에몬스 상은 대학 비과학 전공자들에게 천문학을 가르치는 데 평생 기여한 공로로 수여된다.
- 웨인 로싱과 도로시 라게이가 제정한 라스 콤브레스 아마추어 아웃리치 상은 아마추어 천문학자가 미국 어린이들과 관심 있는 일반 대중들에게 훌륭한 교육 아웃리치를 제공하는 것을 목표로 한다.
- 아서 버트램 커스버트 워커 주니어를 기리는 2016년에 처음 발표된 워커 II 상은 대표성이 낮은 그룹의 학생들에게 실질적인 헌신을 기울인 연구와 교육에 대한 상이다.

### 폐상
- 도노회 혜성 메달 (1890–1950):1889년 7월에 태평양천문학회는 조셉 A에 의해 500달러의 선물에 근거하여 "예상치 못한 혜성의 실제 발견"에 대한 동메달을 수여할 것이라고 발표했다. 샌프란시스코의 도노회가 된다. 1890년 3월, 16P/브룩스로 알려진 혜성을 발견한 공로로 윌리엄 로버트 브룩스에게 첫 번째 상이 주어졌다. 1950년에 250번째 메달이 수여된 이후 사진 촬영이 너무 많은 혜성을 발견할 수 있게 했기 때문에 상은 중단되었다.

- 혜성 메달 (1969–1974):1968년에 태평양천문학회 이사회는 "혜성 연구에 대한 과거의 공헌"에 대해 "뛰어난 비전문 천문학자"를 인정하기 위해 매년 한 번씩 수여되는 새로운 혜성 메달을 만들기로 투표했다. 첫 번째 상의 수상자는 1969년의 레지널드 로슨 워터필드이다. 1974년 이후 혜성 메달은 단종되었다.

## 소속
태평양천문학회는 미국 과학 진흥 협회의 산하기관이다.

## 같이 보기
- 과학
- 천문학